# Wietstock (Ludwigsfelde)
Wietstock ist ein Ortsteil von Ludwigsfelde, einer Stadt im brandenburgischen Landkreis Teltow-Fläming. Das bis zum 30. Dezember 1997 selbständige Dorf wurde 1997 in die Stadt Ludwigsfelde eingegliedert.

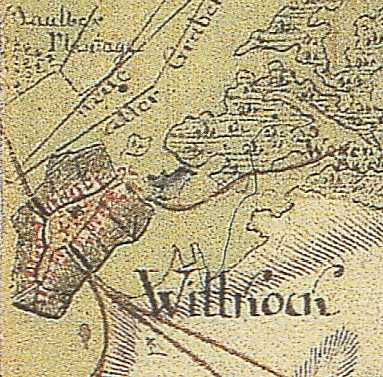
Wietstock auf der Schmettauschen Karte von 1767–87

## Geographische Lage
Der Ort liegt rund fünf Kilometer südöstlich des Stadtzentrums von Ludwigsfelde und etwa 33 Kilometer südlich von Berlin. Der Ort hat 265 Einwohner (Stand 2007) auf einer Fläche von 10,01 km². Im Uhrzeigersinn von West nach Süd umgeben das Dorf folgende Orte: Kerzendorf, Löwenbruch und Groß Schulzendorf (gleichfalls Ortsteile der Stadt Ludwigsfelde) sowie Märkisch Wilmersdorf (Ortsteil der Stadt Trebbin). Wietstock liegt auf einer leichten Erhöhung an einem Nebenarm der Nuthe-Niederung am Nuthegraben unterhalb des Teltow-Hangs. Die Niederung mit dem Graben durchschneidet hier das Teltow-Plateau.

## Geschichte
Der Ort wurde 1378 mit der Bezeichnung an dem huse zu den Wistogk erstmals erwähnt. 1437 wurde der Ort Witstock und 1491 Wittstock geschrieben. Der Name stammt laut Gerhard Schlimpert aus dem Polabischen und bedeutet erhöhtes Gelände, was auf die Lage des Dorfes auf einer leichten Erhöhung in der Nuthe-Niederung verweist. Der Flurname wurde auf den Ort übertragen und schon früh im Deutschen umgedeutet (wit für weiß und stock für Stock, Weinstock, Baumstumpf).

### Politische Zugehörigkeit
Der Ort gehörte zur Zeit der ersten urkundlichen Nennung zur Herrschaft Zossen, die den Herren zu Zossen, der Familie v. Torgau gehörte. Die Oberherrschaft wechselte zwischen der Mark Brandenburg und der Niederlausitz. 1367/70 wurde die Herrschaft Zossen an die Niederlausitz angeschlossen und kam unter böhmische Oberlehensherrschaft. 1490 kaufte der brandenburgische Kurfürst Johann Cicero die Herrschaft und wandelte sie in ein markgräfliches Amt um. Die böhmische Oberlehensherrschaft blieb aber bis 1742 bestehen. Um 1600 wurde das Amt Zossen an den Kreis Teltow angeschlossen. Der Kreis Teltow blieb bis 1952 bestehen, als er im Zuge der Kreisreform in der DDR zerschlagen wurde. Wietstock kam zum neugebildeten Kreis Zossen. Nach der Wende wurden in Brandenburg 1992 Ämter zur Verwaltung der häufig sehr kleinen Gemeinden gebildet. Wietstock kam zum Amt Ludwigsfelde-Land. Am 31. Dezember 1997 schied Wietstock aus dem Amt Ludwigsfelde-Land aus und wurde in die Stadt Ludwigsfelde eingegliedert. Es ist seither ein Ortsteil der Stadt Ludwigsfelde.
Bevölkerungsentwicklung von 1583 bis 2006 (bis 1971 aus Hist. Ortslexikon)
| Jahr | Einwohner                            |
| ---- | ------------------------------------ |
| 1583 | ca. 110–140 (13 Bauern, 15 Kossäten) |
| 1734 | 154                                  |
| 1772 | 197                                  |
| 1801 | 232                                  |
| 1817 | 202                                  |
| 1840 | 284                                  |
| 1858 | 272                                  |
| 1895 | 287                                  |
| 1925 | 302                                  |
| 1939 | 309                                  |
| 1946 | 443                                  |
| 1964 | 272                                  |
| 1971 | 249                                  |
| 2006 | 265                                  |

### Ortsgeschichte
Wietstock ist ein angerförmiges Dorf, das sich rechtwinklig an den Wietstocker Damm anschließt. In der Ortsmitte leicht erhöht steht die Kirche, und nordöstlich davon befindet sich der Schlosswall, vermutlich ein heute völlig eingeebneter, frühdeutscher Turmhügel. 1378 wird das „Haus zu Wietstock mit der langen Brücke, dem Damm und der Landwehr“ erwähnt. Die Burg bzw. das feste Haus hatte diesen wichtigen Übergang über den Nuthe-Graben zu kontrollieren und war Zollstation. Die Einwohner von Kerzendorf waren zur baulichen Instandhaltung der Brücke verpflichtet. Das Dorf selber war verliehen an die Familie von Reiche. Es fiel Ende des 16. Jahrhunderts an die Herrschaft zurück. 1436 wird das Schulzengut und der Krug zu Wietstock genannt, 1477 eine Mühle. Das feste Haus mit einem Hof, eine Wiese vor dem Damm und der Damm selbst war als Lehen vergeben. Bereits vor 1534 bis nach 1599 war das Lehen an G. Richter und Erben vergeben. 1646 und 1671 ist ein G. Fischer genannt. Im 18. Jahrhundert wird explizit von einer „Zollbude“ gesprochen. Gemeint ist hier aber kein Zoll für die Wareneinfuhr, sondern eine Maut für das Passieren der Brücke. Von 1515 bis 1536 waren die Pacht- und Zinsabgaben eines Dreihufenbauern an die Familie Bellin in Mittenwalde gekommen. Von 1536 bis nach 1583 waren die Nutznießer dieser Abgaben die Familie von Bardeleben in Großziethen. Sie fielen nach 1583 an das Amt Zossen zurück.
Nach dem Erbregister des Amtes Zossen von 1583 war die Feldmark von Wietstock „seit alters“ in 46 Hufen unterteilt. Die Hufen waren leicht unterschiedlich groß und maßen etwas über 4,5 ha. Der Lehnschulze bebaute vier Hufen, ebenso sechs weitere Bauern inklusive des Krügers. Weiter gab es fünf Dreihufenbauern und einen dienstfreien Einhufenhof, der zum Zollamt gehörte. Im Dorf waren 15 Kossäten ansässig, darunter ein Schmied, der Kirchenkossät und ein Windmüller, die z. T. Wiesen besaßen. Es gab auch einen „wesentlichen“ Pfarr- und Küsterhof sowie eine Kirche, zu der zwei Hufen gehörten. Sie war Mutterkirche mit den Tochterkirchen in Kerzendorf und Groß Schulzendorf. Das Dorf scheint den Dreißigjährigen Krieg besser überstanden zu haben als viele Dörfer der näheren Umgebung. Bereits 1652 waren wieder neun Bauern, 1655 schon 12 Bauern in Wietstock ansässig. Von den 14 Kossäten diente einer dem Krüger und einer der Kirche. Weiter ist ein Amtskossät genannt, der die Windmühle betrieb und der „Dammzöllner“. 1711 saßen 12 Bauern und 8 Kossäten im Dorf; dazu kamen der Müller, der Hirte, der Knecht und der Schmied. 1745 werden 3 Bauern, 8 Kossäten, der Krug, eine Windmühle und der „kgl. Land- und Nebenzoll nach Zossen“ erwähnt. 1764 wird die Zollstelle als „Zollbude“ bezeichnet. Damit verbunden war ein freies Haus und Hof, d. h. eine von Abgaben befreite Hufe. 1801 gab es 34 Feuerstellen (= Haushaltungen) im Dorf, 9 Vollbauern, 10 Ganzkossäten, 9 Büdner, 7 Einlieger, eine Schmiede, ein Krug, eine Wassermühle, eine Windmühle. 1840 zählte man im Dorf 36 Wohnhäuser. Für 1859 werden erstmals ein Fleischermeister, ein Schneidermeister, ein Tischlermeister, ein Stellmachermeister und ein „Viktualienhändler“ (= Lebensmittelhändler) genannt. 1900 gab es bereits 48 Wohnhäuser, 1939 53 Wohnhäuser. Nach dem Zweiten Weltkrieg scheint es zu keinen Enteignungen gekommen zu sein. 1954 entstand eine LPG Typ III, die 1955 28 Mitglieder hatte und 366 ha Nutzfläche bewirtschaftete. 1961 hatte die LPG 88 Mitglieder bei 774 ha Nutzfläche. Später spezialisierte sich die LPG auf Pflanzenproduktion.
Das heutige wirtschaftliche Leben des Dorfes wird in erster Linie weiter von der Landwirtschaft bestimmt. Daneben gibt es einige kleinere gewerbliche Ansiedlungen wie eine Bauunternehmung. Ferner gibt es einen Modellflugplatz und auf dem flachwelligen Teltow-Plateau ein Motocross-Übungsgelände. Mit Reiterhöfen sowie Wanderwegen in der Niederung und auf der Hochfläche hat Wietstock Anteil am touristischen Aufschwung im südlichen Berliner Umland.
Im Jahr 2003 beging Wietstock feierlich den 625. Geburtstag, womit als Geburtsjahr die Ersterwähnung des Dorfes 1378 zugrunde gelegt wurde.

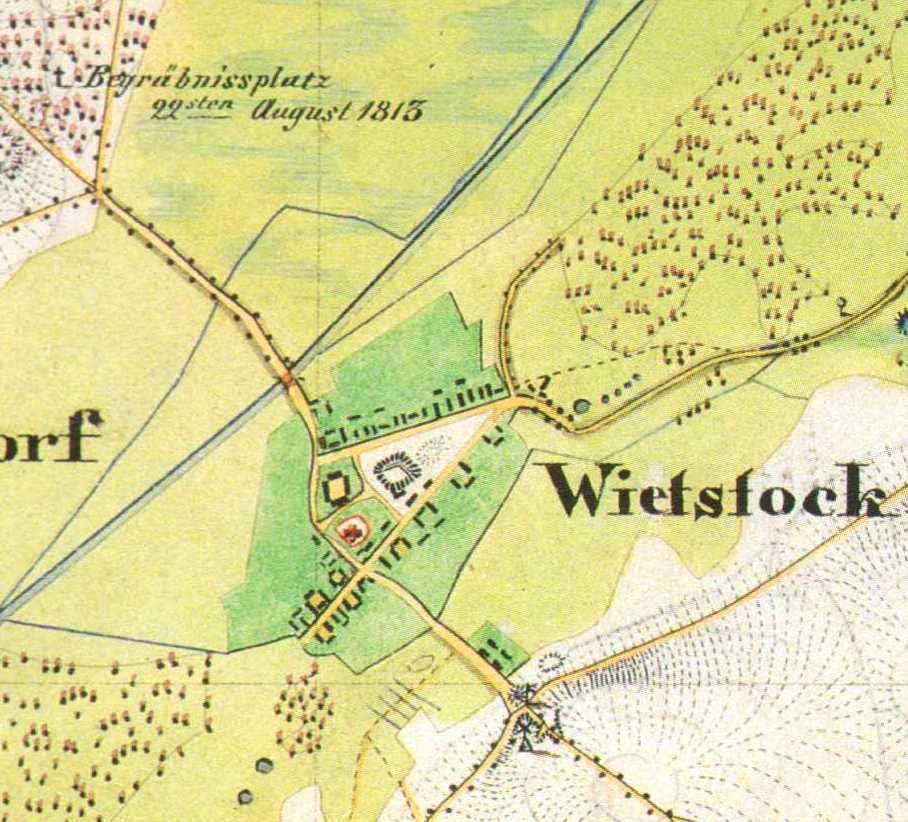
Wietstock auf dem Urmesstischblatt von 1840, mit Windmühle, Schlosswall in der Ortsmitte und Begräbnisplatz der Gefallenen von 1813

## Wietstocker Schanzen

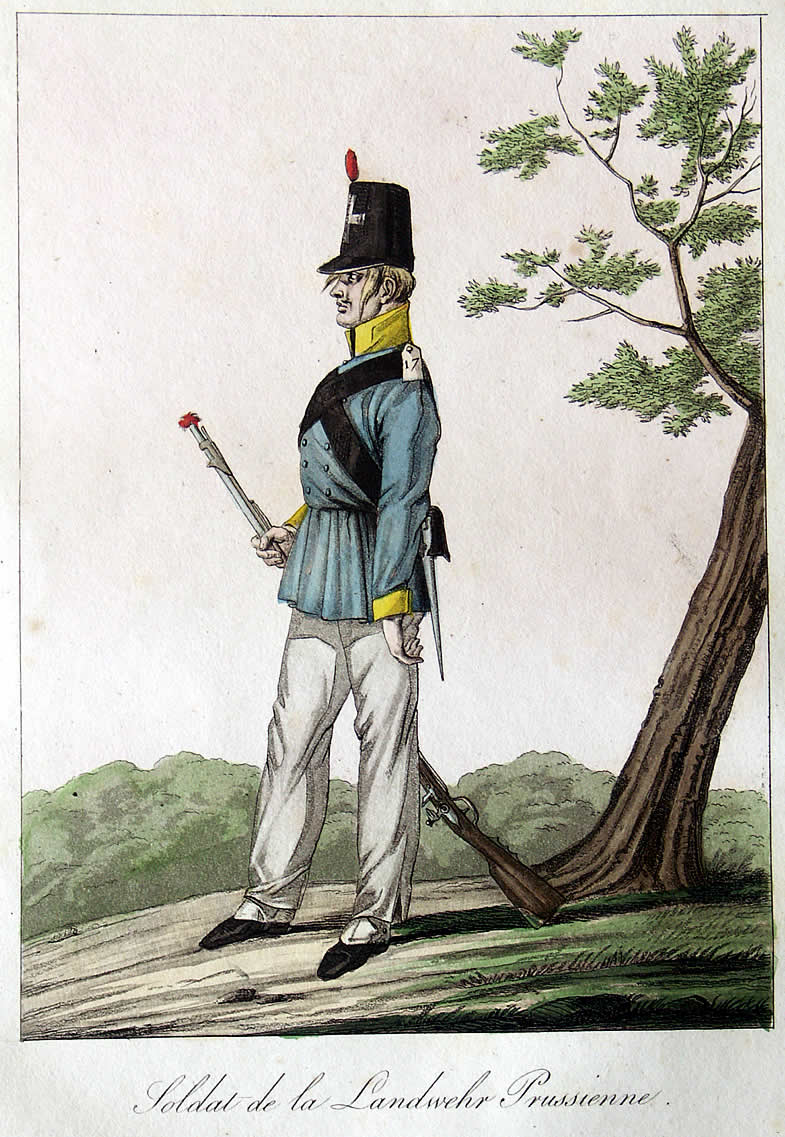
Soldat der preußischen Landwehr, 1815 – der Tschako ist britischer Herkunft und wurde mit dem weißen Landwehrkreuz versehen

Am 22. August 1813 fanden bei Wietstock Gefechte im Zuge der Schlacht bei Großbeeren statt, in deren Verlauf Wietstock in Brand geschossen wurde. Die fast überwachsenen Wietstocker Schanzen und Gedenksteine in einem Wald westlich des Nuthegrabens an der Straße nach Ludwigsfelde erinnern an diese Kämpfe der preußischen Landwehr gegen die Truppen Napoleons.
Am 22. August 1813 sollte die napoleonische Berlin-Armee die drei damals vorhandenen Übergänge über den Nuthegraben bei Wietstock, Thyrow und Jühnsdorf gegen die alliierte Nordarmee erzwingen. Die Wietstocker Schanzen, auf denen preußische Soldaten zur Beobachtung stationiert waren, wurden den Angreifern im Verlauf der Auseinandersetzung kampflos überlassen. Reinhard Nelke schildert die Kämpfe wie folgt:

„Schritt für Schritt zogen sich die Preußen zurück, fügten dem Angreifer hohe Verluste zu. Dann passierten sie den Nuthegraben und nahmen dabei die hölzerne Brücke mit. Nun entbrannte ein hartnäckiger Kampf um den Nutheübergang sowie den 800 Schritt langen Damm. Die französischen Tirailleure drangen bis an den Nuthegraben vor. Preußische Geschütze schossen Wietstock in Brand, da vom Dorfzentrum aus gegnerische Kanonen feuerten, die die Häuser als Deckung benutzten. Als die Häuser abgebrannt waren, mußten die französischen Geschütze zurückgehen.“

Mit Hilfe von Brettern und Heu bildete die Division Dururte einen provisorischen Übergang über den Nuthegraben und bedrohte den linken Flügel der preußischen Stellungen zusätzlich. Nach drei vergeblichen Attackeversuchen mussten sich die Kavallerieregimenter des Generals von Oppen schließlich nach Großbeeren zurückziehen. Allerdings hatten die relativ schwachen preußischen Truppen die hoch überlegenen napoleonischen Verbände in den Gefechten bei Wietstock sechs Stunden lang aufhalten können. Auf französischer Seite kamen 800 Soldaten und auf preußischer Seite 356 Soldaten sowie 221 Pferde zu Tode.

## Landschaft am Nuthegraben

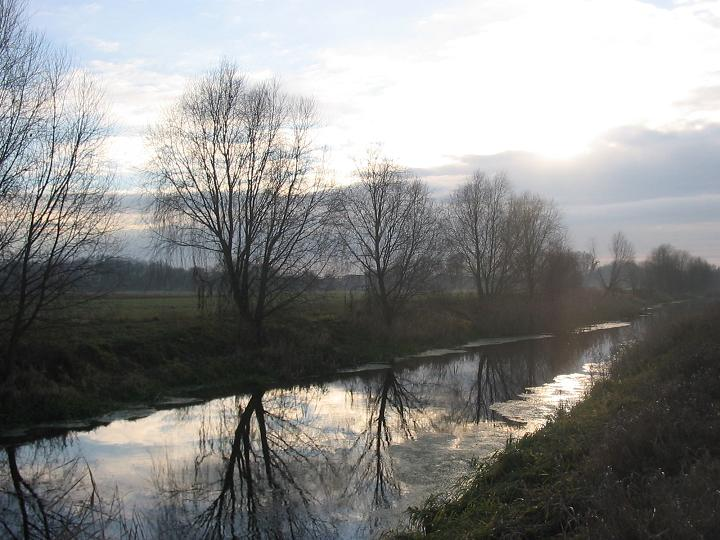
Am Nuthegraben im Dezember

Der Nuthegraben durchzieht die gesamte Gemarkung Wietstocks von Nordost nach Südwest. Er entwässert über das Klärwerk Waßmannsdorf die südlichsten Teile Berlins und die angrenzende brandenburgische Region, deren Wasser er unter anderem durch den Mahlower Seegraben aufnimmt, sowie die sumpfigen Gebiete um Großbeeren zur Nuthe. Der Nuthegraben führt bei Wietstock durch eine ausgedehnte Wiesenlandschaft mit einigen Knicks und kleineren Wäldern. Plattenwege und ein Saum aus Pappeln, aus dem die Gesänge von Goldammern (Emberiza citrinella), Stieglitzen (Carduelis carduelis) und Mönchsgrasmücken (Sylvia atricapilla) zu hören sind, begleiten den Graben über weite Strecken. Auch der Pirol (Oriolus oriolus), Vogel des Jahres 1990 und in Deutschland gemäß § 10 Abs. 2 Nr. 5 und Nr. 11 BNatSchG streng geschützt, lässt seinen klangvoll flötenden Gesang am Nuthegraben hören.

## Denkmale

### Baudenkmal
Auf dem baumbestandenen Dorfanger steht die Dorfkirche Wietstock aus dem Jahr 1746. Sie ist das älteste und das einzige als Baudenkmal gelistete Gebäude Wietstocks.

## Bodendenkmale
Die Denkmalliste des Landes Brandenburg für den Landkreis Teltow-Fläming vom 31. Dezember 2011 verzeichnet neun Bodendenkmale:
- Dorfkern Wietstock, Neuzeit, ein Turmhügel aus dem deutschen Mittelalter, eine Siedlung des slawischen Mittelalters, Dorfkern deutsches Mittelalter, ein Einzelfund aus der Steinzeit
- nordöstlich des Dorfkerns ein Rast- und Werkplatz der Steinzeit, eine Siedlung des slawischen Mittelalters, ein Gräberfeld aus dem slawischen Mittelalter, eine Siedlung und ein Gräberfeld der Eisenzeit
- ebenfalls nördlich des Dorfes, eine Siedlung der Ur- und Frühgeschichte
- südlich des Dorfes eine Siedlung des slawischen Mittelalters, eine Siedlung des deutschen Mittelalters, eine Siedlung der Eisenzeit
- nördlich des Dorfes, eine Siedlung des deutschen Mittelalters, eine Siedlung der römischen Kaiserzeit, ein Rast- und Werkplatz der Steinzeit, eine Siedlung des slawischen Mittelalters
- südlich des Dorfes, eine Siedlung des deutschen Mittelalters, eine Siedlung des slawischen Mittelalters
- südlich des Dorfes, eine Siedlung der römischen Kaiserzeit, eine Siedlung der Eisenzeit
- südlich des Dorfes, eine weitere Siedlung der römischen Kaiserzeit, eine weitere Siedlung der Eisenzeit
- südlich des Dorfes, ein Gräberfeld der Eisenzeit

## Söhne und Töchter des Dorfes
- Barbara Rütting, Schauspielerin, ehemalige Abgeordnete von Bündnis 90/Die Grünen und Alterspräsidentin im bayerischen Landtag.

## Anmerkung
1. ↑  Gelegentlich ist als Jahr der Ersterwähnung auch die Jahreszahl 1346 zu finden. Sie beruht auf der falschen Datierung der Meißner Bistumsmatrikel; vgl. Winfried Schich: Ersterwähnungen und Ortsjubiläen. Betrachtungen zur brandenburgischen Siedlungsgeschichte – Vortrag auf dem „Tag der brandenburgischen Orts- und Landesgeschichte“ am 6. November 2005 in Potsdam.